# 寿つかさ
寿 つかさ（ことぶき つかさ、6月11日 - ）は、日本の女優。元宝塚歌劇団宙組の男役。元宙組組長。
東京都港区、三河台中学校出身。身長172cm。愛称は「すっしぃ」。

## 来歴
1988年、宝塚音楽学校入学。
1990年、宝塚歌劇団に76期生として入団。入団時の成績は28番。花組公演「ベルサイユのばら」で初舞台。
1991年、組まわりを経て雪組に配属。
ダンスの名手として活躍し、1998年1月1日付で、宙組創設に伴う発足メンバーとして宙組へ組替え。
2005年4月4日付で宙組副組長に就任。
2008年5月19日付で宙組組長に就任。
2023年6月11日、真風涼帆・潤花トップコンビ退団公演となる「カジノ・ロワイヤル」東京公演千秋楽をもって、宝塚歌劇団を退団。同年、七海ひろきプロデュースの舞台「THE MONEY」で退団後初舞台にして初主演を果たす。

## 人物
実妹も宝塚OGの達つかさである。

## 宝塚歌劇団時代の主な舞台

### 初舞台
- 1990年3 - 5月、花組『ベルサイユのばら-フェルゼン編-』（宝塚大劇場）

### 組まわり
- 1990年7月、花組・月組・星組・専科『ベルサイユのばら-フェルゼン編-』（東京宝塚劇場）
- 1990年11 - 12月、星組『アポロンの迷宮』『ジーザス・ディアマンテ』（宝塚大劇場のみ）

### 雪組時代
- 1991年2 - 3月、『花幻抄』『恋さわぎ』『スイート・タイフーン』（宝塚大劇場）
- 1991年4 - 5月、『微笑みの国』（バウホール）
- 1991年6月、『花幻抄』『恋さわぎ』『スイート・タイフーン』（東京宝塚劇場）
- 1991年8 - 12月、『華麗なるギャツビー』『ラバーズ・コンチェルト』
- 1992年3 - 5月、『この恋は雲の涯まで』（宝塚大劇場） - 新人公演：白竜（本役：亜実じゅん）
- 1992年5 - 6月、『微笑みの国』（ゆうぽうと簡易保険ホール・愛知厚生年金会館）
- 1992年7月、『この恋は雲の涯まで』（東京宝塚劇場） - 新人公演：白竜（本役：亜実じゅん）
- 1992年10 - 11月、『忠臣蔵』（宝塚大劇場） - 新人公演：色部又四郎（本役：古代みず希）
- 1993年1 - 2月、『セ・ラムール』（バウホール）
- 1993年3月、『忠臣蔵』（東京宝塚劇場） - 新人公演：色部又四郎（本役：古代みず希）
- 1993年5 - 8月、『天国と地獄』『TAKE OFF』
- 1993年10 - 12月、『ブルボンの封印』 - 新人公演：カータレット（本役：飛鳥裕）『コート・ダジュール』（宝塚大劇場）
- 1994年1月、『ライト&シャドウ』（ドラマシティ） - マーク
- 1994年3月、『ブルボンの封印』 - 新人公演：カータレット（本役：飛鳥裕）『コート・ダジュール』（東京宝塚劇場）
- 1994年5 - 8月、『風と共に去りぬ』 - 新人公演：ミード博士（本役：泉つかさ）
- 1994年9 - 10月、『風に吹かれて』（バウホール） - 島崎
- 1994年11 - 1995年3月、『雪之丞変化』 - 新人公演：中村菊之丞（本役：古代みず希）『サジタリウス』
- 1995年5 - 8月、『JFK』 - 新人公演：ジョセフ（本役：古代みず希）『バロック千一夜』
- 1995年9 - 10月、『大上海-グラン・シャンハイ-』（バウホール） - 龍
- 1995年11 - 12月、『あかねさす紫の花』 - 新人公演：鏡王（本役：古代みず希）『マ・ベル・エトワール』（宝塚大劇場のみ）
- 1996年2 - 3月、『エリザベート』（宝塚大劇場） - 黒天使、新人公演：グリュンネ伯爵（本役：飛鳥裕）[2]
- 1996年4 - 5月、『あかねさす紫の花』 - 葛城稚犬養連網田『マ・ベル・エトワール』（全国ツアー）
- 1996年6月、『エリザベート』（東京宝塚劇場） - 黒天使、新人公演：グリュンネ伯爵（本役：飛鳥裕）[2]
- 1996年8 - 9月、『虹のナターシャ』 - 梶山大尉、新人公演：栗崎剛（本役：泉つかさ）『La Jeunesse!』（宝塚大劇場）
- 1996年11月、『晴れた日に永遠が見える』（バウホール）
- 1996年12月、『虹のナターシャ』 - 梶山大尉、新人公演：栗崎剛（本役：泉つかさ）『La Jeunesse!』（東京宝塚劇場）
- 1997年2月、『虹のナターシャ』『La Jeunesse!』（中日劇場）
- 1997年3 - 5月、『仮面のロマネスク』『ゴールデン・デイズ』（宝塚大劇場）
- 1997年5 - 6月、『晴れた日に永遠が見える』（日本青年館・愛知厚生年金会館）
- 1997年7月、『仮面のロマネスク』『ゴールデン・デイズ』（東京宝塚劇場）
- 1997年9 - 11月、『真夜中のゴースト』 - バーナード『レ・シェルバン』（宝塚大劇場のみ）

### 宙組時代
- 1998年1月、『夢幻宝寿頌』『This is TAKARAZUKA!』（香港カルチュラルセンター）[2]
- 1998年3 - 5月、『エクスカリバー』 - ブラッド『シトラスの風』（宝塚大劇場）[2]
- 1998年6月、『嵐が丘』（日本青年館・愛知厚生年金会館）
- 1998年7 - 8月、『エクスカリバー』 - ブラッド『シトラスの風』（1000days劇場）
- 1998年10 - 1999年3月、『エリザベート』 - 黒天使
- 1999年6 - 8月、『激情』 - ファニート『ザ・レビュー'99』（宝塚大劇場）
- 1999年9月、『TEMPEST-吹き抜ける九龍-』（バウホール） - パオロ・トリンキュロー
- 1999年10 - 11月、『激情』 - ファニート『ザ・レビュー'99』（1000days劇場）
- 2000年1 - 5月、『砂漠の黒薔薇』 - サワープ『GLORIOUS!!』
- 2000年6 - 7月、ベルリン公演『宝塚 雪・月・花』『サンライズ・タカラヅカ』（フリードリッヒシュタット・パラスト劇場）[2]
- 2000年8 - 12月、『望郷は海を越えて』 - 長坂惣右衛門『ミレニアム・チャレンジャー!』[2]
- 2001年2月、『望郷は海を越えて』 - 長坂惣右衛門『ミレニアム・チャレンジャー!』（中日劇場）[2]
- 2001年4 - 8月、『ベルサイユのばら2001-フェルゼンとマリー・アントワネット編-』 - ジェローデル
- 2001年11 - 2002年3月、『カステル・ミラージュ』 - ジャスパー『ダンシング・スピリット!』
- 2002年4 - 5月、『カステル・ミラージュ』 - フランク『ダンシング・スピリット!』（全国ツアー）
- 2002年7 - 11月、『鳳凰伝』 - 首斬り役人／鞭打ち役人『ザ・ショー・ストッパー』[2]
- 2002年12 - 2003年1月、『聖なる星の奇蹟-いつか出会う君に-』（ドラマシティ・赤坂ACTシアター） - 博士
- 2003年2 - 6月、『傭兵ピエール』 - 幽霊騎士『満天星大夜總会』
- 2003年8月、『鳳凰伝』 - ティムール王『ザ・ショー・ストッパー』（博多座）
- 2003年10 - 2004年2月、『白昼の稲妻』 - セルジュ『テンプテーション!』
- 2004年3月、『BOXMAN-俺に破れない金庫などない-』（日本青年館・ドラマシティ） - ディケンズ[2]
- 2004年5 - 8月、『ファントム』 - ルドゥ警部
- 2004年10 - 11月、『風と共に去りぬ』（全国ツアー） - ミード博士
- 2005年1 - 4月、『ホテル ステラマリス』 - ティモシー・マクファーソン『レヴュー伝説』
- 2005年5 - 6月、『ホテル ステラマリス』 - ティモシー・マクファーソン『レヴュー伝説』（全国ツアー）
- 2005年8 - 11月、『炎にくちづけを』 - フェルランド『ネオ・ヴォヤージュ』
- 2006年1月、『不滅の恋人たちへ』（バウホール） - サント=ブーヴ
- 2006年3 - 7月、『NEVER SAY GOODBYE』 - マックス・ヴァン・ディック
- 2006年8月、『コパカバーナ』（博多座） - カルロス
- 2006年11 - 2007年2月、『維新回天・竜馬伝!』 - 西郷隆盛『ザ・クラシック』
- 2007年3 - 4月、『A／L（アール）-怪盗ルパンの青春-』（ドラマシティ・日本青年館・中日劇場） - ドクトル・ゴッズ
- 2007年6 - 9月、『バレンシアの熱い花』 - バルカ『宙 FANTASISTA!』
- 2007年10 - 11月、『バレンシアの熱い花』 - ホルヘ『宙 FANTASISTA!!』（全国ツアー）
- 2008年2 - 5月、『黎明（れいめい）の風』 - ロビン『Passion 愛の旅』
- 2008年6 - 7月、『殉情（じゅんじょう）』（バウホール） - 利太郎[2]
- 2008年9 - 12月、『Paradise Prince（パラダイス プリンス）』 - プルート『ダンシング・フォー・ユー』
- 2009年2 - 3月、『逆転裁判 -蘇る真実-』（バウホール・日本青年館） - ミラー・アーサー
- 2009年4 - 7月、『薔薇に降る雨』 - ジェローム『Amour それは…』
- 2009年8月、『大江山花伝』 - 源頼光『Apasionado!!II』（博多座）
- 2009年11 - 2010年2月、『カサブランカ』 - カール
- 2010年3月、『Je Chante（ジュ シャント）-終わりなき喝采-』（バウホール） - ラウル･ブルトン
- 2010年5 - 8月、『TRAFALGAR（トラファルガー）』 - フッド提督『ファンキー・サンシャイン』
- 2010年9月、『銀ちゃんの恋』（全国ツアー） - 監督
- 2010年11 - 2011年1月、『誰がために鐘は鳴る』 - ゴルツ将軍
- 2011年3月、『ヴァレンチノ』（ドラマシティ） - ジェシー・ラスキー
- 2011年5 - 8月、『美しき生涯』 - 徳川家康『ルナロッサ』
- 2011年8月、『ヴァレンチノ』（日本青年館） - ジェシー・ラスキー
- 2011年10 - 12月、『クラシコ・イタリアーノ』 - マジュリアーノ・リッチ『NICE GUY!!』
- 2012年2月、『仮面のロマネスク』 - 法院長『Apasionado!!II』（中日劇場）
- 2012年4 - 7月、『華やかなりし日々』 - クロムウェル警部『クライマックス』
- 2012年8 - 11月、『銀河英雄伝説@TAKARAZUKA』 - フリードリヒⅣ世／ドワイト・グリーンヒル
- 2013年1月、『逆転裁判3 検事マイルズ・エッジワース』（ドラマシティ・日本青年館） - 裁判長[2]
- 2013年3 - 6月、『モンテ・クリスト伯』 - ファリア司祭／モレル社長『Amour de 99!!-99年の愛-』
- 2013年7 - 8月、『うたかたの恋』 - ロシェック『Amour de 99!!-99年の愛-』（全国ツアー）
- 2013年9 - 12月、『風と共に去りぬ』 - ミード博士
- 2014年2月、『ロバート・キャパ 魂の記録』 - シモン・グットマン『シトラスの風II』（中日劇場）
- 2014年5 - 7月、『ベルサイユのばら-オスカル編-』 - ブイエ将軍
- 2014年8 - 9月、『ベルサイユのばら-フェルゼンとマリー・アントワネット編-』（全国ツアー） - ルイ16世
- 2014年11 - 2015年2月、『白夜の誓い -グスタフIII世、誇り高き王の戦い-』 - クランツ『PHOENIX 宝塚!!-蘇る愛-』
- 2015年3 - 4月、『TOP HAT』（梅田芸術劇場・赤坂ACTシアター） - ベイツ[2]
- 2015年6 - 8月、『王家に捧ぐ歌』 - ネセル
- 2015年10 - 11月、『メランコリック・ジゴロ』 - フォンダリ『シトラスの風III』（全国ツアー）
- 2016年1 - 3月、『Shakespeare〜空に満つるは、尽きせぬ言の葉〜』 - ハンズドン卿ヘンリー・ケアリー『HOT EYES!!』
- 2016年5月、『王家に捧ぐ歌』（博多座） - ネセル
- 2016年7 - 10月、『エリザベート-愛と死の輪舞（ロンド）-』 - グリュンネ伯爵
- 2016年11 - 12月、『バレンシアの熱い花』 - ルカノール公爵『HOT EYES!!』（全国ツアー）
- 2017年2 - 4月、『王妃の館-Château de la Reine-』 - 下田浩治『VIVA! FESTA!』
- 2017年6月、『パーシャルタイムトラベル 時空の果てに』（バウホール） - シルヴァン／モンタギュー
- 2017年8 - 11月、『神々の土地』 - 皇太后マリア／セルゲイ大公『クラシカル ビジュー』
- 2018年1月、『WEST SIDE STORY』（東京国際フォーラム） - シュランク警部補
- 2018年3 - 6月、『天（そら）は赤い河のほとり』 - シュッピルリウマ1世『シトラスの風-Sunrise-』
- 2018年7 - 8月、『WEST SIDE STORY』（梅田芸術劇場） - シュランク警部補
- 2018年10 - 12月、『白鷺（しらさぎ）の城（しろ）』 - 明覚／神主『異人たちのルネサンス』 - ルドヴィコ・スフォルツァ公（ミラノ公）／ローマ教皇
- 2019年2月、『黒い瞳』 - サヴェーリィチ『VIVA! FESTA! in HAKATA』（博多座）
- 2019年4 - 7月、『オーシャンズ11』 - ソール・ブルーム[2]
- 2019年8 - 9月、『追憶のバルセロナ』 - イアーゴー『NICE GUY!!』（全国ツアー）
- 2019年11 - 2020年2月、『El Japón（エル ハポン）-イスパニアのサムライ-』 - 支倉常長『アクアヴィーテ（aquavitae）!!』
- 2020年8 - 9月、『FLYING SAPA-フライング サパ-』（梅田芸術劇場・日生劇場） - タルコフ／プリムローズ[2]
- 2020年11 - 2021年2月、『アナスタシア』 - マリア皇太后[2]
- 2021年4月、『Hotel Svizra House ホテル スヴィッツラ ハウス』（東京建物 Brillia HALL） - アレクサンドル・ド・ミハイロフ侯爵
- 2021年6 - 9月、『シャーロック・ホームズ-The Game Is Afoot!-』 - ウィリアムズ『Délicieux（デリシュー）!-甘美なる巴里-』
- 2021年11 - 12月、『バロンの末裔』 - ジョージ『アクアヴィーテ（aquavitae）!!』（全国ツアー）
- 2022年2 - 5月、『NEVER SAY GOODBYE』 - マーク・スタイン
- 2022年6 - 7月、『カルト・ワイン』（東京建物 Brillia HALL・ドラマシティ） - カルロス・フェンテス
- 2022年8 - 11月、『HiGH&LOW-THE PREQUEL-』 - 無名街の医者／ナレーター『Capricciosa（カプリチョーザ）!!』
- 2023年1月、『MAKAZE IZM』（東京国際フォーラム）
- 2023年3 - 6月、『カジノ・ロワイヤル〜我が名はボンド〜』 - ゲオルギー・ロマノヴィッチ・ロマノフ大公 退団公演[3][2]

### 出演イベント
- 1993年7月、『'93 宝塚パリ祭』
- 1993年10月、第34回『宝塚舞踊会』
- 1995年10月、第36回『宝塚舞踊会』
- 1996年10月、第37回『宝塚舞踊会』
- 1997年12月、『レビュー・スペシャル'97』
- 1998年5月、'98TCAスペシャル『タカラジェンヌ!』
- 1998年9月、和央ようかディナーショー『Blue Fantasia』[10]
- 1999年5月、'99TCAスペシャル『ハロー!ワンダフル・タイム』
- 1999年12月、『レビュースペシャル'99』
- 2000年10月、和央ようかディナーショー『Believe』
- 2000年10月、第41回『宝塚舞踊会』
- 2001年3月、『ベルサイユのばら2001』前夜祭
- 2001年9月、『ベルサイユのばら メモランダム』
- 2001年9月、朝宮真由ディナーショー『Gypsy Night』
- 2002年9月、轟悠スペシャルコンサート『Stylish!』[11]
- 2002年11月、『アキコ・カンダレッスン発表会』
- 2003年10月、第44回『宝塚舞踊会』
- 2015年5月、『王家に捧ぐ歌』前夜祭
- 2018年2月、『宙組誕生20周年記念イベント』[12]

## 宝塚歌劇団退団後の主な活動

### 舞台
- 2023年8 - 9月、『THE MONEY-薪巻満奇のソウサク-』（CBGKシブゲキ!!・心斎橋PARCO SPACE14） 主演[8]
- 2025年3月、朗読劇『忠臣蔵』（よみうり大手町ホール・兵庫県立芸術文化センター）[13]

## 受賞歴
- 2007年、『阪急すみれ会パンジー賞』 - 助演賞[14]
- 2021年、『宝塚歌劇団年度賞』 - 2020年度アーティスト賞[15]